# Team K 2nd Stage「青春女孩」
Team K 2nd Stage「青春女孩」是AKB48 Team K的第2台剧场公演。本页也记述了AKB48 Team B 1st 以及NMB48 Team N 2nd公演的相关事项。

## 概要
AKB48 Team K初次的专属公演。本公演也被用作了AKB48 Team B 1st公演。

## 公演内容

### 曲目
1. 《overture》
（作曲、编曲：尾澤拓実　歌：TAZ）

基本上所有AKB48公演都有使用。
2. 《青春女孩》（青春ガールズ）
（作词：秋元康　作曲：　编曲：Funta（日语：Funta））
3. 《沙滩鞋》（ビーチサンダル）
（作词：秋元康　作曲、编曲：大内哲也）
4. 《在你化作星星之前》（君が星になるまで）
（作词：秋元康　作曲：山崎燿　编曲：田口智則（日语：田口智則）、稲留春雄）
5. 《Blue rose》
（作词：秋元康　作曲：上田晃司　编曲：大内哲也）
6. 《禁忌的2人》（禁じられた2人）
（作词：秋元康　作曲：　编曲：景家淳）
7. 《雨中动物园》（雨の動物園）
（作词：秋元康　作曲：田嶋祐介　编曲：藤田哲也（日语：鳥塚しげき&ホットケーキ））
8. 《放浪之夏》（ふしだらな夏）
（作词：秋元康　作曲：上田晃司　编曲：近田潔人）
9. 《Don't disturb!》
（作词：秋元康　作曲：Rie　编曲：藤田哲也）
10. 《Virgin love》
（作词：秋元康　作曲、编曲：井上义正（日语：井上ヨシマサ））
11. 《日界变更线》（日付変更線）
（作词：秋元康　作曲：太田美知彦　编曲：景家淳）
12. 《我点燃的烟花》（僕の打ち上げ花火）
（作词：秋元康　作曲：上杉佳奈　编曲：勝又隆一）

安可曲
1. 《约好了唷》（約束よ）
（作词：秋元康　作曲：鈴木Daichi秀行（日语：鈴木Daichi秀行）　编曲：近田潔人）
2. 《化作滚石吧》（転がる石になれ）
（作词：秋元康　作曲：山崎燿　编曲：Funta）
3. 《灰姑娘没有受骗》（シンデレラは騙されない）
（作词：秋元康　作曲、编曲：井上义正）

### 演出
- 编舞：夏真弓（日语：夏まゆみ）
- 「雨中动物园」中，成员们身着动物布装登场。
- 「我点燃的烟花」中，成员们身着印有AKB字样的浴衣登场。

## AKB48 Team K 2nd Stage「青春女孩」公演
- 公演期間：2006年7月8日 - 11月6日
- 出演成员
  - 秋元才加、今井优、梅田彩佳、大岛优子、大堀惠、奥真奈美、小野惠令奈、河西智美、小林香菜、佐藤夏希、高田彩奈、野呂佳代、早野薫、增田有華、松原夏海、宫泽佐江
- 分组曲担当
  - Blue rose（秋元、大堀、増田、宫泽）
  - 禁忌的2人（大岛、河西）
  - 雨中动物园
    - 企鹅：早野
    - 长颈鹿：小林
    - 大象：小野
    - 黑猩猩：奥
    - 骆驼：今井
    - 狮子：松原
    - 河马：梅田
    - 熊猫：野呂

  - 放浪之夏（秋元、宫泽、大岛、大堀、河西、梅田、野呂、増田、松原）

## AKB48 Team B 1st Stage「青春女孩」公演
- 公演期間：2007年4月8日 - 10月2日
- 出演成员
  - 井上奈瑠、浦野一美、多田爱佳、柏木由纪、片山陽加、菊地彩香、早乙女美树、田名部生來、仲川遥香、仲谷明香、野口玲菜、平嶋夏海、松岡由纪、米澤瑠美、渡邊志穗、渡邊麻友
- 分组曲担当
  - Blue rose（井上、浦野、米澤、渡邊志）
  - 禁忌的2人（柏木、仲谷）
  - 雨中动物园
    - 企鹅：平嶋
    - 长颈鹿：片山
    - 大象：渡邊麻
    - 黑猩猩：多田
    - 骆驼：野口
    - 狮子：早乙女
    - 河马：菊地
    - 熊猫：松岡

  - 放浪之夏（井上、浦野、柏木、菊地、田名部、仲川、平嶋、渡邊志、渡邊麻）

## NMB48 Team N 2nd Stage「青春女孩」公演

### 曲目
1. overture（NMB48 ver.）

全NMB48公演曲目都是共通。
2. 青春女孩
3. 沙灘鞋
4. 在你化作星星之前
5. Blue rose
6. 禁忌的2人
7. 雨中動物園
8. 放浪之夏
9. Don't disturb!
10. Virgin love
11. 日界變更線
12. 我點燃的煙花

安可曲
1. 约好了唷
2. 化作滚石吧
3. 青春的单圈时间（青春のラップタイム）
（作词：秋元康、作曲：川浦正大、編曲：野中MASA雄一（日语：野中“まさ”雄一））
  -     - 為NMB48專屬的曲目
4. 灰姑娘没有受骗

### 概要
- 公演期間：2011年5月19日 - 2012年9月20日
- 出演成员
  - 小笠原茉由、門脇佳奈子、岸野里香、木下春奈、小谷里歩、近藤里奈、篠原栞那、上西恵、松田栞、森彩華、山口夕輝、白間美瑠、福本愛菜、山田菜菜、吉田朱里、山本彩、渡邊美優紀

※森於2011年7月10日卒業，而次日研究生山口夕輝升格。
※松田自2011年9月4日至12月31日，吉田朱里自2011年9月4日至2012年2月22日休演。
- 分组曲担当
  - Blue rose（岸野、山本、小笠原、福本）
  - 禁忌的2人（山田、吉田）
  - 雨中动物园
    - 企鹅：上西
    - 长颈鹿：近藤
    - 大象：渡邊
    - 黑猩猩：白間
    - 骆驼：森→山口
    - 狮子：松田
    - 河马：木下
    - 熊猫：門脇

  - 放浪之夏（山本、渡邊、山田、小笠原、白間、上西、木下、福本、森→山口）

## NMB48 研究生公演「青春女孩」
- 公演期間：2013年2月1日 -
- 出演成员（公演初日）
  - 石田優美、大段舞依、川上千尋、古賀成美、澀谷凪咲、嶋崎百萌香、高山梨子、照井穂乃佳、中川紘美、中野麗来、西村愛華、林萌萌香、松村芽久未、三浦亜莉沙、森田彩花、山尾梨奈

※从25名（本公演开始时）研究生中选出16名进行演出。
- 分组曲担当
  - Blue rose（古賀、高山、三浦、森田）
  - 禁忌的2人（渋谷、松村）
  - 雨中动物园
    - 企鹅：川上
    - 长颈鹿：中川
    - 大象：西村
    - 黑猩猩：林
    - 骆驼：嶋崎
    - 狮子：大段
    - 河马：照井
    - 熊猫：山尾

  - 放浪之夏（大段、古賀、嶋崎、中川、西村、林、松村、三浦、森田）

## JKT48 Team KIII 2nd Stage「青春女孩」
印度尼西亚语的公演名称为「Gadis-Gadis Remaja」
- 公演期間：2014年3月8日[1] -
- 出演成员
Alicia Chanzia、Cindy Yuvia、Della Delila、Dwi Putri Bonita、Jennifer Hanna、Lidya Maulida Djuhandar、Nadila Cindi Wantari、Natalia、Noella Sisterina、Ratu Vienny Fitrilya、Riskha Fairunissa、Rona Anggreani、Shinta Naomi、Sinka Juliani、Thalia、Viviyona Apriani
- 分组曲担当
  - Blue rose（Lidya、Rona、Shinta、Noella）
  - 禁忌的2人（Ratu、Viviyona）
  - 雨中动物园
    - 企鹅：Jennifer
    - 长颈鹿：Natalia
    - 大象：Cindy
    - 黑猩猩：Alicia
    - 骆驼：Riskha
    - 狮子：Della
    - 河马：Thalia
    - 熊猫：Sinka

  - 放浪之夏（Cindy、Della、Jennifer、Noella、Ratu、Rona、Shinta、Thalia、Viviyona）

## HKT48 Team H 2nd Stage「青春女孩」公演
- 公演期間：2014年4月23日-10月30日[2]
- 出演成员
秋吉優花、穴井千尋、井上由莉耶、宇井真白、上野遥、梅本泉、岡本尚子、神志那結衣、兒玉遥、駒田京伽、坂口理子、指原莉乃、田島芽瑠、田中菜津美、田中美久、松岡菜摘、矢吹奈子、山田麻莉奈、山本茉央、若田部遥
- 分组曲担当
  - Blue rose（穴井、兒玉、指原、松岡）
  - 禁忌的2人（神志那、田島）
  - 雨中动物园
    - 企鹅：山田麻
    - 长颈鹿：秋吉
    - 大象：矢吹
    - 黑猩猩：若田部
    - 骆驼：田中菜
    - 狮子：駒田
    - 河马：坂口
    - 熊猫：岡本

  - 放浪之夏（穴井、岡本、神志那、兒玉、駒田、指原、田島、松岡、若田部）

## SNH48 Team HII 1st Stage「青春派對」公演
- 公演期間：2014年10月24日[3] - 2015年5月24日
- 出演成員（初日成員）
- Team HII：陳怡馨、李豆豆、李清楊、林楠、劉炅然、劉佩鑫、王柏碩、王璐、吳燕文、謝妮、徐晗、徐伊人、許楊玉琢、楊惠婷、楊吟雨、張昕
- 分組曲負責成員（初日組合）
  - Blue rose（楊吟雨、張昕、許楊玉琢、吳燕文）
  - 禁忌的兩人（李豆豆、王柏碩）
  - 雨中動物園（徐晗、徐伊人、陳怡馨、謝妮、楊惠婷、劉佩鑫、林楠、李清揚）
  - 浪漫夏日（李豆豆、劉炅然、張昕、楊吟雨、吳燕文、王璐、王柏碩、徐伊人、許楊玉琢）

## 錄音室收錄CD
公演曲袖公演成員收錄。

### Team K 2nd Stage「青春女孩」（CD）
- 收錄成員
  - 秋元才加、今井優、梅田彩佳、大島優子、大堀惠、奥真奈美、小野惠令奈、河西智美、小林香菜、佐藤夏希、高田彩奈、野呂佳代、早野薫、增田有華、松原夏海、宮澤佐江
- 收錄曲
通常盤、初回限定盤与重发版收錄曲是一樣。
  1. overture
  2. 青春女孩
  3. 沙灘鞋
  4. 在你化作星星之前
  5. Blue rose（歌：秋元、大堀、增田、宮澤）
  6. 禁忌的2人（歌：大島、河西）
  7. 雨中動物園（歌：今井、梅田、奥、小野、小林、早野、松原、野呂）
  8. 放浪之夏（歌：秋元、宮澤、大島、大堀、河西、梅田、野呂、增田、松原）
  9. Don't disturb!（歌：今井、大堀、小林、高田、早野、松原）
  10. Virgin love
  11. 日界變更線
  12. 我點燃的煙花
  13. 約好了唷
  14. 化作滾石吧
  15. 灰姑娘沒有受騙
- 重发版的第二张光碟有各曲的伴奏版本

### Team B 1st Stage「青春女孩」（CD）
- 收錄成員
  - 井上奈琉、浦野一美、多田爱佳、柏木由纪、片山阳加、菊地彩香、早乙女美树、田名部生来、仲川遥香、仲谷明香、野口玲菜、平嶋夏海、松冈由纪、米泽瑠美、渡边志穗、渡边麻友
- 收錄曲
  1. overture
  2. 青春女孩
  3. 沙灘鞋
  4. 在你化作星星之前
  5. Blue rose（歌：井上、浦野、米泽、渡边志）
  6. 禁忌的2人（歌：柏木、仲谷）
  7. 雨中動物園（歌：平嶋、片山、渡辺、多田、野口、早乙女、菊地、松岡）
  8. 放浪之夏（歌：井上、浦野、柏木、菊地、田名部、仲川、平嶋、渡邊、渡辺）
  9. Don't disturb!
  10. Virgin love
  11. 日界變更線
  12. 我點燃的煙花
  13. 約好了唷
  14. 化作滾石吧
  15. 灰姑娘沒有受騙
- 第二张光碟有各曲的伴奏版本

## 劇場公演DVD

### Team K 2nd Stage「青春女孩」（DVD）
- 收錄成員
  - 秋元才加、今井優、梅田彩佳、大島優子、大堀惠、奥真奈美、小野惠令奈、河西智美、小林香菜、佐藤夏希、高田彩奈、野呂佳代、早野薫、增田有華、松原夏海、宮澤佐江
- 收錄曲
  1. overture
  2. 青春女孩
  3. 沙灘鞋
  4. 在你化作星星之前
  5. Blue rose（歌：秋元、大堀、增田、宮澤）
  6. 禁忌的2人（歌：大島、河西）
  7. 雨中動物園（歌：今井、梅田、奥、小野、小林、早野、松原、野呂）
  8. 放浪之夏（歌：秋元、宮澤、大島、大堀、河西、梅田、野呂、增田、松原）
  9. Don't disturb!
  10. Virgin love
  11. 日界變更線
  12. 我點燃的煙花
  13. 約好了唷
  14. 化作滾石吧
  15. 灰姑娘沒有受騙

### Team B 1st Stage「青春女孩」（DVD）
- 收錄成員
  - 井上奈瑠、浦野一美、多田愛佳、柏木由紀、片山陽加、菊地彩香、早乙女美樹、田名部生來、仲川遙香、仲谷明香、野口玲菜、平嶋夏海、松岡由紀、米澤瑠美、渡邊志穂、渡邊麻友
- 收錄曲
  1. overture
  2. 青春女孩
  3. 沙灘鞋
  4. 在你化作星星之前
  5. Blue rose（歌：井上、浦野、米泽、渡边志）
  6. 禁忌的2人（歌：柏木、仲谷）
  7. 雨中動物園（歌：平嶋、片山、渡辺、多田、野口、早乙女、菊地、松岡）
  8. 放浪之夏（歌：井上、浦野、柏木、菊地、田名部、仲川、平嶋、渡邊、渡辺）
  9. Don't disturb!
  10. Virgin love
  11. 日界變更線
  12. 我點燃的煙花
  13. 約好了唷
  14. 化作滾石吧
  15. 灰姑娘沒有受騙

### NMB48 Team N 2nd Stage「青春女孩」（DVD）
- 收錄成員
小笠原茉由、門脇佳奈子、岸野里香、木下春奈、小谷里歩、近藤里奈、篠原栞那、上西恵、白間美瑠、松田栞、山口夕輝、山田菜菜、山本彩、吉田朱里、渡辺美優紀、小柳有沙
- 收錄曲
  1. overture
  2. 青春女孩
  3. 沙灘鞋
  4. 在你化作星星之前
  5. Blue rose（歌：岸野、山本、小笠原、小柳）
  6. 禁忌的2人（歌：山田、吉田）
  7. 雨中動物園（歌：上西、近藤、渡辺、白間、山口、松田、木下、門脇）
  8. 放浪之夏（歌：山本、渡辺、山田、小笠原、白間、上西、木下、福本、山口）
  9. Don't disturb!
  10. Virgin love
  11. 日界變更線
  12. 我點燃的煙花
  13. 約好了唷
  14. 化作滾石吧
  15. 海岸邊最可愛的女孩！（ナギイチ）
  16. 灰姑娘沒有受騙